# 대방광불화엄경소
대방광불화엄경소(大方廣佛華嚴經疏)는 저자인 정원(淨源)이 의천(義天)에게 상인 서전(徐戩)을 통해 보낸 목판으로 주본(周本) 화엄경을 주해한 주소본 120권을 찍어낸 것 가운데 41권에 해당하는 불경이다. 2011년 2월 25일 대한민국의 보물 제1707호로 지정되었다.

## 개요
『대방광불화엄경소』는 대승경전의 하나인 화엄경(周本)을 저본으로 당나라 징관(澄觀)이 주소하고 여기에 송나라 정원(淨源)이 주해한 교장류(敎藏類)의 일종이다. 일반적으로 대방광불화엄경(大方廣佛華嚴經)은 줄여서 ‘화엄경(華嚴經)’이라고 통칭되기도 하며, 부처와 중생이 둘이 아니라 하나라는 것을 중심사상으로 하고 있다. 우리나라에서는 화엄종의 근본경전으로 법화경과 함께 한국 불교사상을 확립하는데 중요한 영향을 끼친 경전이다.
이 판본은 저자인 정원(淨源)이 의천(義天)에게 상인 서전(徐戩)을 통해 보낸 목판으로 주본(周本)화엄경을 주해한 주소본 120권을 찍어낸 것 가운데 41권에 해당하는 것으로 상태가 비교적 양호한 편이다. 표지는 상즙(橡汁)으로 염색한 종이를 사용하였고, 중앙의 제첨(題簽)은 금니로 그리고 그 안에 표지서명(簽題) 또한 금니로 기재하였다. 판식의 특징은 상하단변으로 계선이 보이고 있으며, 한 행은 15자씩 배자되어 있다. 한 장은 5면씩 접혀 있으며, 점련부분에는 판수제(板首題)가 기입되어 있어 작업과 관리의 편리를 위한 의도로 고려되었던 것으로 생각된다. 지질(紙質)은 저지(楮紙)만을 사용하여 만들었으며, 표면의 광택과 묵즙(墨汁)의 번짐을 방지하기 위해 도침(搗砧)한 흔적이 보이는 상품의 고려지이다. 그런데 권83의 말미에 ‘嘉靖31(1552)年壬子…侍奉…’라는 묵서(墨書)가 남아 있는데, 인출기(印出記)로 보기 어렵고 소유를 나타내는 장서기(藏書記)로 생각된다. 자체(字體)는 송판(宋板)에서 유행한 전형적인 구양순체로 보이며, 인쇄면의 필획이 살아 있어 비교적 초기에 인출된 것으로 보인다.
그리고 우리나라에서는 1087년(고려 선종 4)에 송나라의 상인 서전(徐戩) 등이 가져온 송판(宋板)에서 초인(初印)한 이후로 필요에 따라 수차에 걸쳐 후쇄(後刷)하였는데, 간혹 권두에 우리나라에서 판각한 변상도(變相圖)가 수록되어 있는 판본(卷41)도 없지 않아 이의 유무에 따라 간행년대(刊行年代) 추정에 하나의 기준을 제시할 수 도 있다. 이 목판은 세종 6(1424)년에 대장경판(大藏經板)을 달라고 끊임없이 요청해 온 일본에 하사(下賜)해 주었다고 한다. 현재 우리나라에는 동일본이 이미 여러 점이 보물로 지정되어 있다.
『대방광불화엄경소』는 고려의 요청에 따라 송나라에서 경판을 완성하여 고려에 보내온 역사적 기록을 실증적으로 보여주는 아주 소중한 자료이다. 이 수입경판은 일본으로 다시 사급됨으로써, 중국과 우리나라 그리고 일본의 불교문화의 교류를 보여준다는 점에서도 의의를 찾을 수 있다. 아울러 의천이 완성하고자 한 제종교장의 완성과정과 경판의 후대 전래사실 및 실물을 보여준다는 점에서도 매우 귀중한 자료라고 하겠다.

## 참고 자료
- 대방광불화엄경소 - 국가유산청 국가유산포털